# Бражное
Бра́жное — село в Канском районе Красноярском крае, Россия. Административный центр Браженского сельсовета.

## История
Основано в 1625 г. В 1926 года состояло из 450 хозяйств, основное население — русские. Центр Бражновского сельсовета Канского района Канского округа Сибирского края.

## Население
| 1800 | 1926  | 2010  |
| ---- | ----- | ----- |
| 92   | ↗2019 | ↘1756 |

## Достопримечательности
Есть упоминания стоянок человека под названием Ашкаул (прим. 6 километров от Бражного), относящихся к бронзовому веку (2 тысячи лет до н. э.).